# Herbert Ilsanker
Herbert Ilsanker (* 24. května 1967, Hallein, Rakousko) je bývalý rakouský fotbalový brankář a později trenér brankářů.
Jeho synem je fotbalista Stefan Ilsanker.

## Klubová kariéra
Mimo Rakousko hrál v Německu za 1. FSV Mainz 05.

## Trenérská kariéra
Od sezony 2005/06 je trenérem brankářů v rakouském popředním klubu FC Red Bull Salzburg.